# Elliptorhina laevigata
Elliptorhina laevigata är en kackerlacksart som först beskrevs av Henri Saussure och Leo Zehntner 1895.  Elliptorhina laevigata ingår i släktet Elliptorhina och familjen jättekackerlackor. Inga underarter finns listade i Catalogue of Life.